# Caenoslestes sangay
Caenolestes sangay é uma espécie de marsupial da família Caenolestidae. Endêmico do sul do Equador, é conhecido apenas da região oriental dos Andes.